# Kerk van Weenermoor
De Kerk van Weenermoor (Duits: Weenermoorer Kirche) staat in Weenermoor, een Ortsteil van de stad Weener in Oost-Friesland (Nedersaksen) en behoort tot de hervormde gemeenschap. Het kerkgebouw werd in het jaar 1824 gebouwd.

## Geschiedenis
Tot de reformatie behoorde Weenermoor tot de proosdij Hatzum in het bisdom Münster. Tijdens de reformatie sloot de gemeente zich bij de calvinistische leer aan. Dankzij de veenontginning schoof Weenermoor steeds meer naar het westen op en dat gold eveneens voor het kerkgebouw. Uit de oudste kerk dateert nog een klok uit het jaar 1411. Aan de tweede kerk, die in 1660 werd gebouwd, herinnert het kerkhof aan de Middelweg. Maar het dorp verschoof opnieuw naar het westen waardoor de weg naar de kerk steeds langer werd en menig kerkbezoeker bij slecht weer de zondagse kleding onder de arm mee nam om zich in de kerk zelf om te kleden. Dit probleem loste zich op nadat het gebouw steeds meer verviel en het westelijke deel van de kerk op 6 november 1815 instortte. Pas in 1823 volgde de toestemming voor de bouw van een nieuwe kerk.
Op 28 november 1824 vond in de door de bouwinspecteur Reinhold ontworpen nieuwbouw voor het eerst een kerkdienst plaats. Dit derde kerkgebouw werd gefinancierd door boeren die zich daarmee verzekerden van een vaste plaats in de kerkbank. Pas in 1954 werd het recht op een geërfde zitplaats afgeschaft. Het duurde echter nog 43 jaar voordat er een neoromaanse toren aan de westelijke kant van de kerk werd toegevoegd.
De zaalkerk werd in de stijl van het classicisme gebouwd en kenmerkt zich door lisenen en rondboogramen.

## Inventaris

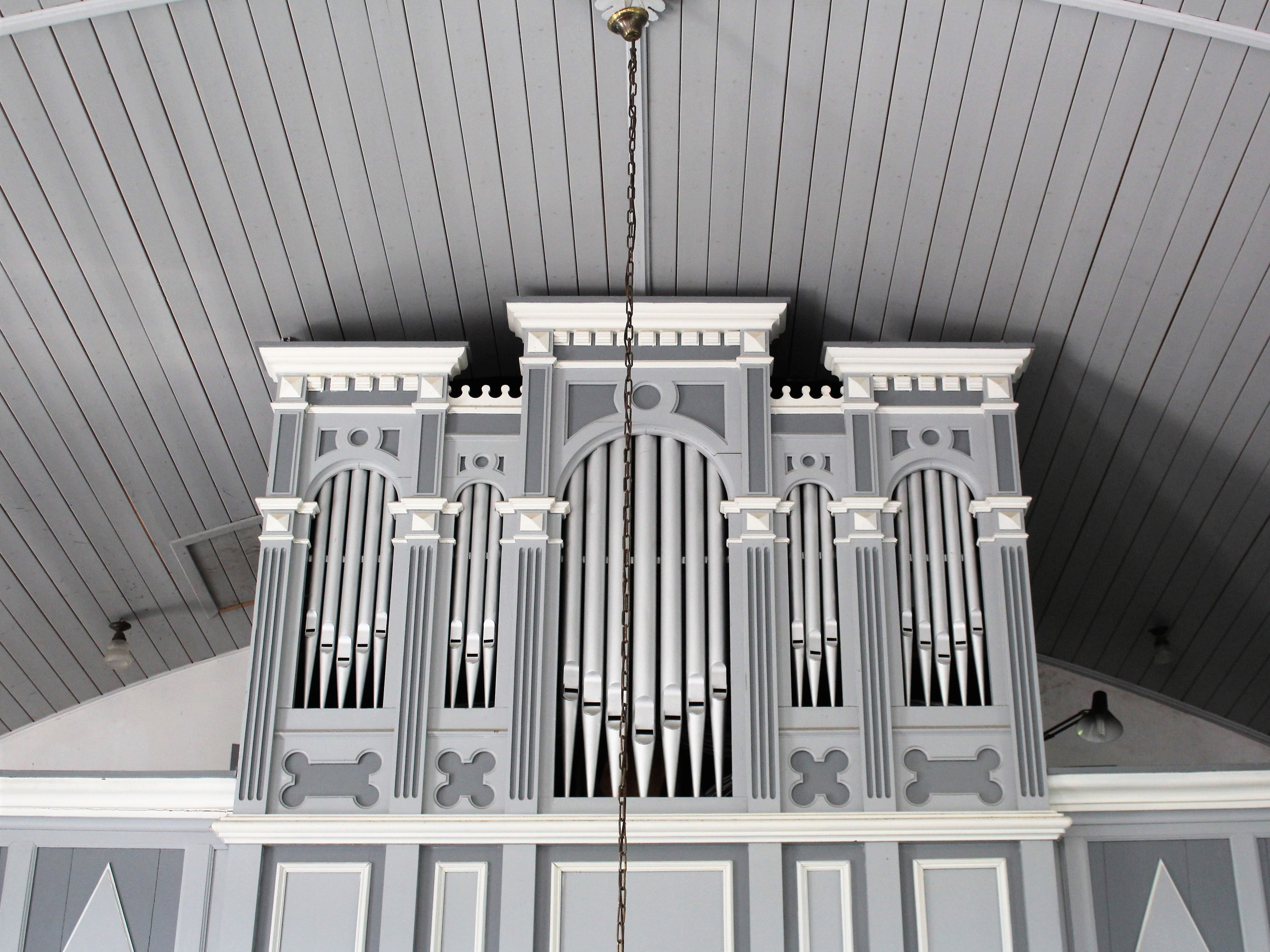
Orgel

Het interieur wordt overspannen door een houten tongewelf. De kansel staat op de oostelijke kant en het orgel van de gebr. Rohlfing uit Osnabrück op de westelijke galerij. Het pneumatische instrument uit het jaar 1906 heeft 10 registers op twee manualen en pedaal en bleef volledig bewaard. Tot de vasa sacra behoren een 17e-eeuwse kelk, een kan en een doopschaal uit de 19e eeuw en twee broodschalen uit de 20e eeuw. In de kerk hangt een herdenkingsbord voor de drie gevallenen in de oorlog van 1870-1871.